# Hârseni
Hârseni is een Roemeense gemeente in het district Brașov.
Hârseni telt 2215 inwoners.